# Pamela Radcliff
Pamela Beth Radcliff, née en 1956 à Passaic (New Jersey), est une historienne américaine, professeure à l’université de Californie à San Diego et spécialiste de l’Espagne contemporaine,,,,,. Ses recherches portent principalement sur la politique de masse, les questions de genre, la société civile et les transitions démocratiques,,,,,,.

## Publications
- From mobilization to Civil War: The politics of polarization in the Spanish city of Gijón, 1900-1937 (Cambridge University Press, 1996)[1],[13],[10],[6],[14]
- Constructing Spanish Womanhood: Female Identity in Modern Spain,  University of New York, 1998, (co-editor with Victoria Lorée Enders)[11]
- Making Democratic Citizens in Spain: Civil Society and the Popular Origins of the Transition, Basingstoke, Hampshire ; New York: Palgrave Macmillan, 2011[7]